# Autochthon (Sohn des Poseidon)
Autochthon (altgriechisch: Αὐτόχθων, „der Einheimische“) ist in der griechischen Mythologie ein weniger bekannter Sohn des Meeresgottes Poseidon und der Kleito. Er wird in Platons Kritias als einer der mythischen Herrscher auf der Insel Atlantis erwähnt. Sein Name, der so viel wie „aus der Erde gebürtig“ bedeutet, betont eine enge Verbundenheit mit dem Land, was ihn zu einer mythischen Verkörperung der einheimischen Bevölkerung macht.
Über Autochthons Rolle und Taten ist wenig bekannt, da er nur in spärlichen Quellen Erwähnung findet. Einige Mythen deuten an, dass Autochthon ein symbolisches oder personifiziertes Wesen darstellt, das auf die Ursprünge und die Verwurzelung der Menschen im eigenen Land verweist, ähnlich wie der Begriff autochthon oft in der antiken Literatur für Ureinwohner gebraucht wird.
Seine mythologische Bedeutung bleibt spekulativ und dient möglicherweise mehr als Allegorie für die tiefe Verbundenheit zwischen den Griechen und ihrem Land, als dass sie ihn als tatsächliche Figur darstellen.